# Wilhelm Doden
Wilhelm Georg Bernhard Doden (* 20. April 1919 in Leer; † 29. April 1994) war ein deutscher Ophthalmologe, der 1967–1987 die Universitätsklinik für Augenkrankheiten in Frankfurt am Main leitete.

## Werdegang
Wilhelm Doden besuchte das Realgymnasium in Leer und begann 1937 sein Studium der Medizin an der Universität Münster, das er, durch Kriegsdienst und Gefangenschaft unterbrochen, erst 1946 mit der Approbation abschließen konnte. Anschließend war er am Kreiskrankenhaus in Leer, als Landarzt in Ostfriesland und als Assistent an der Poliklinik in Rostock ab. 1948 wurde er in Münster promoviert. und war dort anschließend zwei Jahre am physiologisch-chemischen Institut und ein Jahr am Institut für Biophysik angestellt und an verschiedenen Forschungsarbeiten auf dem Gebiet der Physiologie und Pathophysiologie beteiligt war. Ferner absolvierte er eine internistische Weiterbildung. 1951 ging er an das Universitätsklinikum Freiburg, wo er sich unter Wilhelm Wegner der Augenheilkunde zuwandte. Doden habilitierte sich 1957 an der Albert-Ludwigs-Universität Freiburg. Im Anschluss fand er in Freiburg zunächst als Privatdozent und ab 1962 als außerplanmäßiger Professor bis 1967, zuletzt als Oberarzt an der Augenklinik Beschäftigung.
Von Freiburg aus erhielt er, in der Nachfolge des kurz zuvor verstorbenen Rudolf Thiel, einen Ruf an die Universitätsklinik in Frankfurt am Main, wo er am 10. Mai 1967 den Lehrstuhl für Augenheilkunde übernahm. Noch im Jahr zuvor hatte er eine Berufung an die Medizinische Akademie zu Lübeck abgelehnt.
Während Dodens Wirken in Frankfurt verlegte sich das Arbeits- und Forschungsgebiet der Klinik zunehmend auf die Chirurgie des vorderen Augenabschnitts. Er trug wesentlich dazu bei, dass sich die Kataraktchirurgie in Deutschland etablierte. Während sich die Zahl der Operationen verzehnfachte, verkürzte sich gleichzeitig der Klinikaufenthalt der Patienten drastisch. Im Herbst 1987 wurde er als Direktor des Zentrums für Augenheilkunde der Universitätskliniken Frankfurt emeritiert.
Wilhelm Doden gehörte zahlreichen In- und ausländischen Standesorganisationen als Mitglied oder Ehrenmitglied an. Im Jahr 1984 leitete er als erster Vorsitzender der Ophthalmologischen Gesellschaft deren 82. Tagung an seinem Dienstsitz in Frankfurt. Seitens der Bundesärztekammer wurde er mit der Ernst-von-Bergmann-Plakette ausgezeichnet. Ferner wurde er im Jahr 1986 mit dem Bundesverdienstkreuz am Bande ausgezeichnet. Im gleichen Jahr zählte er zu den Mitgründern der Deutschsprachigen Gesellschaft für Intraokularlinsen-Implantation.
Doden veröffentlichte umfänglich in einschlägigen Fachzeitschriften und teils in höheren Auflagen erschienenen Publikationen zur Augenheilkunde.